# Matbukha
La matbukha (en arabe : مطبوخة : maṭbūkhah ; en hébreu : סלט טורקי, salat turki) est un plat cuisiné populaire à travers le Maghreb, composé de tomates et de poivrons grillés, assaisonné avec de l'ail et du piment, catégorisé comme une salade.

## Dénominations et étymologie
Le nom du plat vient de l'arabe et signifie « mijoté [salade] ». Le matbukha est servi en hors-d'œuvre, souvent en mezzé. En Israël, ce plat est parfois appelé « salade turque ».

## Variantes
Les recettes peuvent varier plus ou moins en fonction des pays et régions.
- La variante marocaine est dite taktouka (taktuka) ou tetzouka (tetzuka).

- La variante algérienne est dite hmiss, lehmiss, felfla ou chlita. Sa variante algéroise prend le nom de tchoutchouka (tchutchuka).

- La variante tunisienne est dite slata méchouia (slata mechwiya ou slata meshwiya ou slada mechwiya).

- La variante libyenne est dite salata mashwiya, salata machwoya ou salatet mashwiya.

En Turquie, il existe une salade ressemblante appelée ezme mais les poivrons n'y sont pas grillés comme au Maghreb.